# Джігме Дорджі
Джігме Палден Дорджі (1919 — 6 квітня 1964) — бутанський політик і член королівської родини династії Ванчгуків.
Джігме Дорджі був шурином Третього короля Бутану Джігме Дорджі Вангчука. Він супроводжував майбутнього короля, коли той жив у Великій Британії 1950 року.
Був призначений головним міністром (Гонгзім) 1952 року, став першою людиною, хто отримав титул прем'єр-міністра Бутану (Лончен). Це сталось після перетворення старих посад 1958 року, що стало частиною реформ Джігме Дорджі Вангчука. Джігме Дорджі допомагав королю в його реформах. Однак цим реформам опирались військові та релігійні можновладці.
6 квітня 1964 року Джігме Дорджі був убитий капралом бутанської армії. Намг'ял Багадур, головнокомандувач Королівської Бутанської армії, був страчений разом з іншими організаторами вбивства.